# 金斯利鎮區 (北達科他州格里格斯縣)
金斯利鎮區（英語：Kingsley Township）是位於美國北達科他州格里格斯縣的一個鎮區。

## 地方資料
金斯利鎮區的面積為93.34平方千米，皆為陸地。根據2020年美國人口普查的數據，當地共有人口42人，而人口密度為每平方千米0.45人。